# Sperlhof
Sperlhof ist ein Ortsteil des Marktes Neukirchen-Balbini im Landkreis Schwandorf des Regierungsbezirks Oberpfalz im Freistaat Bayern.

## Geografie
Sperlhof liegt 300 Meter östlich der Staatsstraße 2150, 2,5 Kilometer nordöstlich von Neukirchen-Balbini. Nördlich von Sperlhof erhebt sich der 507 Meter hohe Gesperlet.

## Geschichte
Auf historischen Karten aus der Zeit um 1860 sind dort, wo sich Sperlhof heute befindet, zwei Gebäude eingezeichnet, die aber nicht benannt sind.
Sperlhof wurde im Ortsverzeichnis von 1885 erstmals getrennt als Teil der Gemeinde Alletsried aufgeführt. In den Ortsverzeichnissen von 1904, 1928, 1950, 1961 wurde es erwähnt und unter Meidenried subsumiert, zugehörig zur Gemeinde Alletsried. In der Kirchenmatrikel von 1913 wurde Sperlhof als Teil der Pfarrei Neukirchen-Balbini getrennt erwähnt. Im Ortsverzeichnis von 1970 wurde Sperlhof getrennt als Teil der Gemeinde Alletsried aufgeführt und im Ortsverzeichnis von 1987 als Teil der Gemeinde Neukirchen-Balbini.
1978 wurde die Gemeinde Alletsried aufgelöst. Dabei kamen Meigelsried zur Gemeinde Rötz, Haslarn und Grundmühle zur Gemeinde Neunburg vorm Wald. Sperlhof und die anderen Gemeindeteile wurden nach Neukirchen-Balbini eingemeindet.
Sperlhof gehört zur Pfarrei Neukirchen-Balbini. 1997 hatte Sperlhof 4 Katholiken.

## Einwohnerentwicklung ab 1885
| Jahr | Einwohner | Gebäude |
| ---- | --------- | ------- |
| 1885 | 9         | 1       |
| 1913 | 10        | 1       |
| 1970 | 2         | k. A.   |
| 1987 | 4         | 1       |
| 2011 | 3         | k. A.   |